# Conférence épiscopale d'Haïti
Pour les articles homonymes, voir CEH.
La Conférence épiscopale d’Haïti (abrégé CEH) est une conférence épiscopale de l’Église catholique qui réunit les ordinaires d’Haïti.
Elle fait partie du Conseil épiscopal latino-américain (CELAM), avec une vingtaine d’autres conférences épiscopales.

## Membres
La conférence réunit les évêques et archevêques titulaires du pays, soit une dizaine de membres.

## Sanctuaires
La conférence épiscopale a désigné un sanctuaire national, le sanctuaire Notre-Dame-du-Perpétuel-Secours de Port-au-Prince.